# 11583 Breuer
11583 Breuer este un asteroid din centura principală de asteroizi.

## Descriere
11583 Breuer este un asteroid din centura principală de asteroizi. A fost descoperit pe 12 august 1994 la Observatorul La Silla de Eric Walter Elst. El prezintă o orbită caracterizată de o semiaxă mare de 2,98 ua, o excentricitate de 0,15 și o înclinație de 4,8° în raport cu ecliptica.